# 崔媛禎
崔媛禎（チェ・ウォンジョン、ハングル表記：최원정、1975年 12月15日 - ）は、大韓民国の韓国放送公社 (KBS) 所属のアナウンサー。延世大学校政治外交学科を卒業し、2000年にKBSにアナウンサーとして採用され入局した。『挑戦! ゴールデンベル』や『사랑의 가족』などで司会を務めた。夫はKBSの記者でニュースキャスターを務めるチェ・ヨンチョルである。

## 学歴
- 1994年 〜 1998年、延世大学校 政治外交学科 学士 (1994学番)

## 経歴
- 2000年 26期 KBS 公開採用のアナウンサー (KBS春川放送総局 地域の勤務)

## 担当番組
テレビ
- 挑戦! ゴールデンベル (ko:도전! 골든벨)（2001年5月25日 〜 2004年5月2日、KBS 1TV）